# Adriana Cavarero
Adriana Cavarero (Bra, Itàlia, 1947) és una filòsofa i pensadora feminista italiana. És Catedràtica de Filosofia Política en la Universitat de Verona. També ha ocupat llocs de professora visitant en la Universitat de Califòrnia, Berkeley i Santa Bàrbara, en la Universitat de Nova York i Harvard. Cavarero és àmpliament reconeguda a Itàlia, Europa i el món de parla anglesa pels seus escrits sobre feminisme i teories de la diferència sexual, sobre Plató, sobre Hannah Arendt, sobre teories de la narració i sobre una àmplia gamma de temes de filosofia política i literatura.

## Biografia
Cavarero va néixer a Bra, Itàlia i es va formar en la Universitat de Pàdua, on va escriure una tesi sobre filosofia i poesia, en 1971, i va passar els primers anys de la seva carrera acadèmica. En 1983 va anar de Pàdua a la Universitat de Verona, on va ser cofundadora de Diotima, un grup dedicat a la filosofia feminista com a compromís polític. Formada en filosofia antiga -amb un enfocament especial en els escrits de Plató- i inspirada per la filòsofa feminista, Luce Irigaray, Cavarero va despertar gran atenció amb el seu llibre, Nonostante Platone, que presenta dos temes entreteixits: s'involucra en una desconstrucció de textos filosòfics antics, principalment de Plató, però també d'Homer i Parmènides, per a alliberar a quatre figures femenines gregues (una serventa tràcia, Penèlope, Demèter i Diòtima) del discurs patriarcal que durant segles les havia empresonat en un paper domèstic. En segon lloc, intenta construir un ordre femení simbòlic, reinterpretant aquestes figures des d'una nova perspectiva. En contaminar la teoria de la diferència sexual amb qüestions arendtianas, Cavarero mostra que, si bé la mort és la categoria central sobre la qual s'ha basat tot l'edifici de la filosofia tradicional, la categoria del naixement proporciona el fil amb el qual es poden teixir nous conceptes de la crítica feminista per a establir una nova manera de pensar.

## Treball
L'interès de Cavarero en la intersecció de la filosofia política i el pensament feminista es va desenvolupar més en Corpo in figure que examina la metàfora del cos en el discurs polític i en les representacions fictícies de la política, incloent l'Antígona de Sòfocles, Timeo de Plató, Hamlet de William Shakespeare, Leviatan de Hobbes, La tumba de Antígona de María Zambrano i Undine Goes de Ingeborg Bachmann.

### Relacionar narratives: narració d'històries i personalitat (2000)
Influïda definitivament pel treball de Hannah Arendt, Cavarero va escriure Relating Narratives: Storytelling and Selfhood (Narratives relacionades: narració d'històries i personalitat, 2000) en la qual va desenvolupar una teoria original de la individualitat com un "jo narrable". Benvolguda i discutida per Judith Butler en Giving an Account of Oneself, aquest llibre, en contrastar al subjecte sobirà de la tradició metafísica, confronta l'impuls de repensar la política i l'ètica en termes d'una ontologia relacional, caracteritzada per l'exposició recíproca, la dependència i la vulnerabilitat d'un jo encarnat que postula a l'altre com a necessari. De fet, a través de lectures de figures tan diverses com Homer, Sòfocles, Les mil i una nits, Isak Dinesen i Gertrude Stein, Relating Narratives presenta una contribució singular a la intersecció de la teoria narrativa, l'ètica i el discurs polític.
Cavarero afirma que ens percebem a nosaltres mateixos com a narrables, com a protagonistes d'una història que anhelem escoltar dels altres. Aquest desig d'una història, que la nostra història sigui contada, es converteix en l'element rector del nou enfocament de la identitat. La nostra identitat no es posseeix per endavant, com una qualitat innata o jo interior que som capaces de dominar i expressar. És més aviat el resultat d'una pràctica relacional, alguna cosa que ens dona un altre, en forma d'història de vida, de biografia.

### Per a més d'una veu: cap a una filosofia d'expressió vocal (2005)
El següent llibre de Cavarero, For More Than One Voice: Toward a Philosophy of Vocal Expression (Per a més d'una veu: cap a una filosofia d'expressió vocal, 2005), torna a pensar la relació entre la parla i la política -anunciada en la fórmula d'Aristòtil segons la qual la naturalesa de l'home com a animal polític [zoon politikon] està lligada a la caracterització de l'home com aquest animal que té parla [zoon logon echon]- en centrar la seva atenció en la unicitat encarnada del parlant tal com es manifesta en la veu d'aquest parlant, dirigida a un altre. D'aquesta manera, s'aparta radicalment de concepcions més tradicionals del que constitueix el "discurs polític", com la capacitat significant del parlant, la capacitat comunicativa del discurs o el contingut semàntic d'un enunciat donat. Com en el seu treball anterior, Cavarero continua desenvolupant i aprofundint una sèrie de temes destacats per Hannah Arendt, qui afirma en La condició humana que el que importa en la parla no és la significació o la 'comunicació', sinó més aviat el fet que 'en actuar i parlar, els homes mostren qui són, revelen activament les seves identitats personals úniques i, per tant, fan la seva aparició en el món humà”. Refinant la perspectiva radicalment fenomenològica que Arendt planteja en la seva obra, Cavarero situa el sentit polític de la parla en la singularitat de la veu del parlant, l'emissió acústica que emet de boca a oïda. Per a Cavarero aquesta política sorgeix de 'la comunicació recíproca de veus', on el que es destaca és abans de res la singularitat encarnada dels parlants en relació amb els altres, diguin el que diguin.

### Horrorisme: anomenar la violència contemporània (2008)
En el seu llibre, Horrorism: Naming Contemporary Violence, Cavarero crida l'atenció sobre diverses formes en les quals les escenes de violència des del segle passat fins al present (així com el que podrien dir-se precursors antics i moderns d'aquestes escenes) no poden entendre's adequadament a través de les categories rebudes de la filosofia política moderna -'terrorisme', 'guerra', 'amisto / enemic' o 'accions sancionades per l'estat versus accions no estatals'- i proposa un canvi decisiu de perspectiva. Prenent nota del fet que, cada vegada més, estem tractant amb víctimes que estan gairebé totes desarmades o indefenses - "inermi", indefenses/ desemparades - sosté que és precisament aquesta impotència i aquestes persones indefenses en particular les condicions i les circumstàncies de la qual haurien d'orientar el nostre pensament sobre escenes de violència, en lloc dels objectius sociopolítics o les perspectives psicoanalítiques dels perpetradors. Cavarero proposa el nom d' "horrorisme" per a aquelles formes de violència que són "delictes" que "atempten contra la condició humana en el seu nivell ontològic". Aparellant, inesperadament, la noció de natalitat de Hannah Arendt i la descripció de Thomas Hobbes del domini matern com el poder de "nodrir o destruir", Cavarero elabora aquesta ontologia com una ontologia de "vulnerabilitat", una exposició recíproca en la qual estem lliurats ja sigui la cura o al mal de l'altre, "gairebé com si l'absència de mal o cura no fos si més no pensable". Sosté que precisament aquesta alternativa entre cuidar i fer mal -i no una "crueltat pura i gratuïta"- és el "nucli generatiu" de l'horror, precisament perquè aquesta vulnerabilitat és la condició de la vida humana tal com es dona des del naixement a la mort. El "horrorismo" és, per dir-ho així, un rebuig radical de la cura: una ferida infligida precisament on més es necessita la cura. Per tant, la violència colpeja més profundament la "dignitat" de la vida corporal única que es veu perjudicada; o millor, perquè l'horror és una forma de violència que és possible gràcies a la major vulnerabilitat del desemparament, també revela implícitament aquesta dignitat.

### Inclinacions: una crítica de la rectitud (2016)
El llibre Inclinacions d'Adriana Cavarero critica la caracterització de l'ésser humà com a recte, alçat, en filosofia, psicoanàlisi, escrits antropològics, literatura i obres d'art. El seu objectiu és il·luminar "els efectes d'aquesta figuració, les 'veritats' i les 'relacions de poder' que aquestes figuracions discursives o artístiques produeixen i instal·len... [i calcular] els costos de representar a l'ésser humà com a recte quan es tracta de la nostra visió de les dones, la nostra comprensió general i nostra autoconcepció col·lectiva". La figuració de l'ésser humà com a "recte", suggereix Cavarero, enfosqueix una figuració més natural: la inclinació. En aquest llibre, afina una "retòrica de la inclinació", per a superposar-la "com una pantalla transparent, sobre la retòrica del subjecte filosòfic, per a ressaltar les diferències entre els dos models ontològic, ètic i polític".